# Asplenium rotundatum
Asplenium rotundatum là một loài dương xỉ trong họ Aspleniaceae. Loài này được Klf., Holl mô tả khoa học đầu tiên năm 1830.
Danh pháp khoa học của loài này chưa được làm sáng tỏ. 